# Église Notre-Dame-de-l'Assomption de Lachapelle-Graillouse
L'église Notre-Dame-de-l'Assomption de Lachapelle-Graillouse est une église catholique située dans la commune de Lachapelle-Graillouse, dans le département de l'Ardèche, dans la région Auvergne-Rhône-Alpes.. 

## Localisation
L'église Notre-Dame-de-l'Assomption, église romane construite au XIe siècle, se situe sur un promontoire qui englobe aussi la place principale du village et quelques maisons anciennes.

## Historique

### Généralités
D'après les abbés Therme et Étienne Bethe, curés à Lachapelle-Graillouse dans la première moitié du XXe siècle, une église et donc une paroisse existaient ici en l'an 938.
En effet, à cette date, Ithier, de la maison des Mercœur d'Auvergne, donne à son fils Gauthier en qualité de chanoine de Saint-Julien-de-Brioude plusieurs propriétés en Auvergne avec entre autres, l'église de Lachapelle-Graillouse. Le quatrième abbé de Cluny, saint Odilon de Mercœur (vers 962 - 1048), fit ses études et se forma à la vie religieuse chez Gauthier de Mercœur qui était son cousin. À la mort de Gauthier, les biens de Ithier de Mercœur furent transmis à son neveu Odilon. Ensuite deux versions de l'histoire de l'église sont connues :
- La première précise que le 18 février 1021, saint Odilon donna l'église de Lachapelle-Graillouse au prieuré de Saint-Pierre du Puy-en-Velay ;
- La deuxième stipule que ce serait Étienne, évêque du Puy-en-Velay et neveu d'Odilon qui aurait donné l'église à ce prieuré.

Dans les deux cas, le prieuré dépendait de l'abbaye Saint-Chaffre du Monastier-sur-Gazeille. Il existe encore de nos jours des copies d'un document du Moyen Âge contenant les annales de cette abbaye. Ces copies résument le contenu de ce document original, perdu, qui est connu sous le nom de « Cartulaire de l'abbaye Saint-Chaffre du Monastier-sur-Gazeille ».
Grâce au laborieux travail des copistes du Moyen Âge suivi d'une publication imprimée au XIXe siècle, l'histoire de l'église de Lachapelle-Graillouse est par conséquent connue depuis le haut Moyen Âge et vous pouvez ainsi connaitre sa lointaine origine.
Pour ce qui est de son histoire beaucoup plus récente, quelques pages du registre des baptêmes décrivent cette dernière.
Deux faits marquants ces dernières années :
- 1994 : la paroisse catholique de Lachapelle-Graillouse forme avec 13 autres paroisses l’« Ensemble Inter Paroissial de Coucouron » ;
- 2003 : création de la paroisse « Notre-Dame de la Montagne », par fusion des paroisses catholiques regroupées au sein des « Ensembles Inter Paroissiaux » de Coucouron et de Saint-Étienne-de-Lugdarès (1er janvier)[2] ;

## Un nom étrange pour une chapelle
Le nom graillouse intrigue beaucoup des visiteurs de l'église et du village.

L'écriture de ce nom a évolué au cours des siècles :
- Graculosa vers l'an 900.
- Grattalosa au XIe siècle.
- Gralhosa en 1516.
- Grallouse sur Loire en 1793. (durant quelques années, Révolution oblige !)
- Graihouse au XIXe siècle.
- Graillouse actuellement.

Les visiteurs originaires du Sud-Ouest associent souvent le mot graillouse avec le mot graillou (nourriture). Ils font assurément fausse route.
Les différentes hypothèses :
- Certains parmi les anciens du pays, le rapproche du nom en patois local (les grailles) des grenouilles qui abondaient jusqu'aux années 1960 dans la narse et le ruisseau passant au bas de l'église. (Ce ruisseau, le Nadales n'en héberge pratiquent plus à cause de la pollution)
- D'autres disent que c'est une mauvaise lecture du mot gratiosa pour  désigner une chapelle particulièrement gracieuse.
- D'autres encore, évoquent le nom latin le plus ancien, utilisé dans le cartulaire de Saint-Chaffre qui est Graculosa. Ce mot latin correspond aux geais, menâtes ou choucas qui font partie de la famille des corvidés. Les corvidés était très nombreux dans la région jusqu'aux années 1980. Sur un des quatre chapiteaux du chœurs de la chapelle est représenté un oiseau en relief. De même, la sculpture d'un oiseau, aussi en relief, est présente à la base de l'arc en pierre taillée d'une des chapelles latérales.

En patois local, les corvidés sont nommés les Grails. Ces nombreux indices peuvent laisser à penser que la chapelle Graillouse était à l'origine la chapelle aux oiseaux.

## Description

### Extérieur

#### Le clocher
Comme beaucoup des églises du plateau ardéchois, celle de Lachapelle-Graillouse possède une façade incluant un clocher peigne avec quatre cloches de tailles différentes. 1041, année de construction du clocher de l'église, figure gravée en gros chiffres très lisibles sur la face interne d'un des deux piliers du milieu du clocher. La nef de l'église, dans son état actuel, a donc été terminée huit ans avant la mort de saint Odilon. Une porte de facture moderne, posée en 2002, interdit l'accès au clocher, la gravure est désormais invisible pour le visiteur. En plus, à la suite des travaux de décaissement d’aout 2011 effectués dans l'ancien cimetière, l'escalier d'accès au clocher s'est en partie effondré en novembre 2011.
Au-dessus du clocher, trois boules de pierres posées sur des supports couronnent le haut de la façade. En 2003, la foudre a frappé et projeté sur la place celle de droite. À cette occasion, quelques pierres du clocher ont été aussi abimées. On distingue bien sur le haut du côté droit de la façade, les traces de la réparation qui a suivi cet événement.
La charpente et la couverture de la toiture de l'église et du clocher ont été rénovées dans les années 1970 avec des tuiles sombres. Avant cette rénovation, les tuiles étaient rouges et la paroi située en arrière du clocher était composée partiellement d'une cloison en bois. Le son des cloches, réparti harmonieusement tout autour de l'église, s'entendait très loin dans la campagne. Depuis cette rénovation, un mur en pierres bétonné grossièrement a remplacé cette cloison en bois. Ainsi, quand les cloches sonnent à toute volée, ce mur renvoie le son principalement en direction de la place de l'église de façon très désagréable.

#### Les cloches
La grande cloche fut fondue à Toulouse en 1920. Elle en remplaçait une bien plus ancienne qui se fêla durant la période de la guerre de 1914-1918. Elle se nomme Maria Victorina Celina. Elle fut mise en place du temps du curé Casimir Méjean et a comme parrains Célina Hilaire et le maire de l'époque, Victorin Hilaire. Elle porte l'inscription latine classique « A fulgure et tempestate libera nos domine » ce qui signifie « De la foudre et de la tempête, seigneur libère nous ».
Sur la deuxième, par ordre de grandeur, la date n'est pas complète car il n'y a que les deux premiers chiffres soit 17.., mais comme il est indiqué qu'elle fut fondue alors que M. Chany était curé, on sait que la date de fonte se situe entre 1740 et 1760.
Sur la troisième, la date de fonte est 1705, Arnoux étant curé et Jean Bonnet parrain. Elle porte l'inscription latine « sit nomen Domini benedictum. Sancta Maria.Joseph. orate pro nobis » ce qui signifie « Que le nom du Seigneur soit béni. Sainte-Marie, Joseph, priez pour nous ».
La quatrième, la plus petite, sonne pour les baptêmes. Il est indiqué qu'elle fut donnée par le noble sieur de Mailhet du Pièbre, en 1777. Au bas de la cloche se trouve le nom Valetoner qui est probablement celui du fondeur.
Depuis la construction de l'église, une personne de la paroisse faisait fonction de sonneur. Il sonnait les cloches pour les baptêmes, les enterrements et les grands moments de la vie religieuse.
Le sonneur Dominique Malartre, âgé de 29 ans fut projeté en 1724 dans le cimetière par la cloche qu'il actionnait.
Le dernier sonneur fut Gérard Hébard de Vente.
En 2002, la municipalité a électrifié la commande des quatre cloches. Ainsi, pour chacune des cloches :
- Un moto-réducteur électrique avec pignon/chaine peut faire osciller le joug afin de sonner à la volée ;
- Un électroaimant actionne un marteau qui peut frapper sur la panse de la cloche latéralement par l'extérieur pour sonner au coup par coup.

Un automate équipé d'une horloge commande le système depuis l'intérieur de l'église. Quand le système n'est pas en panne, une des quatre cloches sonne automatiquement les heures de 8 heures du matin à 9 heures du soir. L'angélus est sonné trois fois par jour, le matin, à midi et le soir. L'ensemble des cloches sonne l'appel à la messe le dimanche. Depuis 2002, les coups générés sur les cloches par cet ensemble mécanique semblent avoir altéré le son de certaines des quatre cloches (en particulier la petite).

#### Le portail
Le portail d'entrée est un ajout tardif de style gothique qui est enchâssé dans la façade dont les pierres ont été pour l'occasion coupées très finement. Seules deux pierres de la façade, situées à côté du porche, comportant des rajouts sous la forme de petits morceaux rectangulaires de roche témoignent de ce travail de découpe. Avant la confections des joints plats en ciment visibles sur toute la hauteur de la façade, l'encastrement de ce portail se distinguait très bien. Des traces des coups de hache sur un des deux ventaux de la porte d'entrée témoignent des difficultés rencontrées en 1906 lors de l'inventaire qui a fait suite à la loi de séparation de l'Église et de l’État.

### Intérieur

#### La nef et le chœur
En 1041, l'église ne comportait que le clocher, l'abside et la nef centrale réalisés dans le style roman. La fenêtre de la façade, les trois voûtes successives en plein cintre dont les dimensions vont en diminuant et qui sont séparées par des arcs doubleau, la voûte en « cul de four », les colonnes et les trois ouvertures de l'abside en témoigne. Le matériau utilisée pour la construction de la nef et de l'abside est une pierre volcanique, sombre, légère mais manquant de dureté. On n'en trouve pas sur le territoire de la commune.
La façade du clocher et le dallage de l'église sont en pierres de couleur claire, plus résistantes mais bien plus lourdes. Il en existe d'anciennes carrières localement. L'ajustement des pierres utilisées pour la réalisation des voûtes et du cœur témoigne de la valeur des constructeurs de l'an mil qui ont initialement bâti cette église.
En observant la disposition des murs et des arcs latéraux de la nef on se rend compte que cette réalisation est modulaire. En effet, des arcs ont été inclus dès la construction des murs latéraux de celle-ci afin d'y adjoindre, plus tard, des chapelles. Cela se voit très bien avec les arcs inclus dans les murs latéraux de la première travée (sous la tribune). Dans cette travée, il n'y a pas de chapelle latérale mais les arcs sont bien présents.
Il se disait au village qu'un souterrain partant du chœur de l'église allait vers une des maisons donnant sur la place.
Cette maison, tombée en ruine dans les années 1990, était une ancienne ferme qui comportait un corps de logis bourgeois avec une cour fermée et flanquée d'un bâtiment faisant office d'étable et de grange. Une inscription dans la toiture de la grange indiquait que celle-ci datait de la fin du XVIIIe siècle.
En 2007, lors de la reconstruction presque totale de cette maison aucun souterrain n'a été découvert.

#### Les chapelles latérales
Au cours du temps, des chapelles latérales ont été ajoutées sur les deux côtés de l'église.
Cela se voit très bien en faisant le tour de l'église en passant dans l'étroit passage ménagé à l'extérieur du côté gauche de l'église.
Contrairement au côté droit, les murs extérieurs de l'église ne sont ici pas crépis. Les murs des chapelles, plus grossiers, ne sont visiblement pas de même facture que ceux de la nef.
À l'origine, des pierres en basalte rouge sombre servant de corniche étaient disposées tout autour de la base du toit qui couvre la nef. (Certaines sont encore en place et sont visibles juste derrière le clocher). Lors de l'ajout du toit des chapelles latérales, les corniches qui ne servaient plus ont été déplacées pour être posées avec plus ou moins d'adresse sur les rives de la toiture qui couvre les chapelles.
La rénovation de l'intérieur a été réalisée à la fin des années 1980 avec notamment la suppression des enduits (réalisée par des scouts belges), la réfection de la tribune et la confection de bancs (réalisée par les frères Fargier du Pièbre) et le changement des fenêtres, financé par les dons de certains paroissiens. À cette occasion, l'abondant mobilier intérieur résultant de siècles de donations des paroissiens a été dans un premier temps en grande partie évacué vers le bâtiment de la cure. Depuis la récente rénovation de la cure, la trace de ce mobilier est perdue.

#### Le sanctuaire
Plusieurs éléments aux fonctions liturgiques précises permettent ici la célébration « face au peuple » selon la liturgie issue du concile Vatican II : 
- le siège de présidence,
- la Croix du Christ placée au fond de l’abside,
- l’ambon : un lutrin décoré d’un voile dont la couleur est choisie en fonction du temps liturgique. Il peut donc être vert, blanc, rouge ou violet,
- l’autel mis en place en 1988. Il a été constitué par un réemploi.
- le tabernacle situé dans l'abside.

### Intérieur et vie de l'église avant l'été 1988
Avant la rénovation de 1988, l'intérieur de l'église était entièrement revêtu d'un enduit lisse peint en beige clair avec de nombreux motifs marron. Bien antérieur aux années 1900, cette décoration était en 1987 très abimée par le temps et l'humidité. Lors du décapage de cet enduit, aucun sondage n'a été effectué pour vérifier la présence éventuelle d'anciennes fresques sous celui-ci. Depuis le début du XXe siècle, l'église possédait deux chapelles, il y avait donc jusqu'en 1988 trois autels. Avant les années 1900, il existait une troisième chapelle car le côté droit de l'église était divisé en deux parties. C'est au début du XXe siècle que les Malartre (maçons au village) démolirent le mur qui séparait ces deux parties. Cela se voit très bien depuis le décrépissage de l'église. L'autel de cette troisième chapelle fut entreposé à l'époque dans le grenier de la cure.
Dans l'entrée, un bénitier en pierre était placé sur la droite. À gauche près du monument aux morts des guerres de 1914-1918 et d'Algérie, était disposée la cuve baptismale comportant des gravures. Elle était recouverte d'un couvercle de bois à pans coniques.
Visible au fond du chœur, surplombé par une croix dorée peinte sur la voûte (avec un fond bleu turquoise orné d'étoiles dorées), l'autel principal en marbre blanc était séparé du reste de l'église par la table de communion : une grille basse en fer forgé finement ouvragée et recouverte d'un ouvrage en dentelle. Elle permettait aux fidèles agenouillés devant, de recevoir la communion avant la réforme liturgique du concile Vatican II. Sur l'autel, quatre  chandeliers massifs étaient disposés. Deux anciens bancs de bois l'encadraient : le banc de gauche à l'usage des enfants de chœur, celui de droite étant réservé jusque dans les années 1920 aux châtelains de la Mouline. Dans la chapelle située sur la gauche en entrant, il y avait un autel plus sobre en marbre blanc consacré à la Vierge. Une statue de Marie y était posée. De même que pour le chœur, cet autel comportait quatre chandeliers. En arrière de cette chapelle, un espace protégé par une grosse grille en bois massif servait de débarras. Le sol de cette chapelle fut recouvert de ciment au début du XXe siècle alors que le reste de l'église a heureusement conservé son dallage en pierre gravées parfois de signes.
Dans la chapelle de droite figurait un bel autel en bois peint avec des motifs de couleur sombre et comportant des personnages sculptés. Il était en 1987 consacré à saint Joseph. L’autel et le confessionnal présent aussi dans cette chapelle avaient été réalisés par un menuisier du village au XVIIIe siècle. Une statue du saint y était posée. En plâtre et visiblement trop volumineuse, elle avait remplacé une statue de saint Claude en bois sculpté. L'autel était  orné aussi de quatre chandeliers en bronze doré. La statue de saint Claude ayant été déplacée, se trouvait fixée sur l'avant de la tribune. Fixé sur la rambarde de la tribune, se trouvait un chandelier de forme triangulaire en bois lui aussi. De nombreuses autres statues plus ou moins anciennes étaient aussi disposées dans la nef et les chapelles. Sur le socle de celles-ci était inscrit le nom et le village du donateur. De nombreux accessoires liturgiques ainsi que des tableaux religieux étaient visibles sur les murs. Durant la messe, les paroissiens s'asseyaient sur les chaises paillées dispersées dans l'église. Sur beaucoup, figurait le nom de leur propriétaire.
À proximité de la chapelle Saint-Joseph, se trouvait un grand poêle à sciure (mais alimenté avec des buches) en tôle, dont la base était souvent portée au rouge sombre sous l'effet de la chaleur. Il assurait en hiver le chauffage (inégal) de l'église. Les paroissiens fournissaient chaque année les buches nécessaire au chauffage. À côté de l'entrée, une poignée reliée à une chaine servait à faire sonner une des cloches du clocher. Connus de toute la population, les trois coups indiquaient aux paroissiens l'imminence du début de la messe. Jusqu’à la fin des années 1980, il se disait dans l'église au moins deux messe par jour ordinaire et trois le dimanche.
Traditionnellement, les femmes se tenaient du côté gauche et les hommes du côté droit. Placé du côté de la chapelle de la Vierge, un harmonium assurait l'animation musicale de la messe. Devant lui, se situait le banc des chanteuses (ainsi que l'on les nommait ici au village). La tribune où se tenaient les chanteurs (comme on les nommait ici au village), surplombait la nef. Un  rude escalier y donnait accès. Il était mal vu pour les femmes d'y monter. Très anciennes, les poutres de cette tribune étaient en 1988 consolidées par des barres de fer. Leurs extrémités étaient pourries à cause de l’humidité. La tribune comportait deux rangées de cinq stalles meublées de bancs fixe. Sous ces bancs, étaient rangés dans des casiers de très vieux missels (datant des années 1700) à l'usage de la confrérie des pénitents blanc. Présente dans les processions qui faisaient le tour du village, cette confrérie disparut au début des années 1960 avec le décès des derniers pénitents.

### Intérieur et vie de l'église depuis la rénovation de l'été 1988
Depuis la rénovation de l'été 1988, subsistent :
- La partie basse, (agrémentée de 2 fleurs de lis en tôle de laiton) repeinte et fortement modifiée, de l'autel de saint Joseph (XVIIIe siècle) servant maintenant d’autel principal dans le chœur.
- Le confessionnal en bois massif.
- Le bénitier dont l'emplacement est modifié.
- La cuve baptismale dont la base est abimée et le chapeau absent.
- Quelques statues posées sur des billes de bois. (Beaucoup d'autres sont absentes).
- Les deux autels en marbre blanc qui étaient présents l'un dans le chœur et l'autre dans la chapelle de la Vierge ont disparu. De même, il n'y a plus d'autel dans la chapelle Saint-Joseph car celui-ci est placé dans le chœur.
- La plupart des treize chandeliers en bronze massif dorés ne sont plus visibles.
- La statue en bois de saint Claude (XVIIIe siècle !) restée longtemps dehors, gisant décapitée au milieu d'un tas de gravats, a aussi disparu.
- Les chaises paillées, si typiques sont presque toutes remplacées par des bancs d'allure très commune. Elles sont pour le moment empilées dans un recoin de l'église.
- Les tableaux et la plupart des nombreux objets liturgiques visibles jusqu'en 1987 ont eu aussi disparu et sont depuis la rénovation de la cure définitivement perdus.
- Une "case" de bois comportant deux portes est placée dans l'entrée.
- La tribune dans une version plus réduite que l'originale a été entièrement refaite par les frères Fargier. Des chaises paillées y remplacent les bancs des anciennes stalles maintenant disparues.
- Le chauffage est maintenant assuré par des éléments électriques radiants diffusant depuis la voûte une lumière rouge sombre.
- Une sonorisation à amplification électronique est en place. En effet, l'acoustique naturelle de l'église qui permet d'amplifier la voix du prêtre ne fonctionne que si celui-ci dit la messe face au chœur.
- Un éclairage à base de projecteurs halogènes a remplacé la plupart des lustres cristal anciens. Il en reste deux en mauvais état.

Depuis le départ en juillet 1994 du dernier curé résidant au village en permanence, l'abbé Eugène Ceyte, l'entretien de l'église (ménage, fleurissement) est assuré par quelques personnes bénévoles.
Entre 1994 et 2018, quatre prêtres logés à Coucouron et s'occupant de nombreuses autres paroisses puis des autres églises de la paroisse nouvelle se sont succédé pour officier dans l'église. En effet Lachapelle Graillouse fait depuis 2003 partie avec 21 autres villages de la paroisse « Notre-Dame de la Montagne. »
Alors que jusque dans les années 1980, chacun de ces 22 villages formait une paroisse et avait son curé résidant, il ne resta plus en 2010 que trois curés résidant dans deux presbytères. Aussi l'église est de moins en moins utilisée pour le culte. 
De 2000 à 2018 en moyenne une messe était célébrée par mois dans l'église. Depuis août 2018, cette fréquence a encore diminué. Avec l'évolution démographique, les messes de funérailles sont nettement plus nombreuses que les baptêmes ou les messes de mariage !

## Liste des curés

### ? - 1994
Un curé a la charge de la paroisse. Quelques noms et dates : 
- L'abbé Arnoux : en 1705,
- L'abbé M. Chany : de 1740 à 1760,
- L'abbé Breysse de la Mouline : en 1775,
- L'abbé Vidil de Chabanne : de 1849 à 1878,
- L'abbé Besson : en 1892 (décédé en 1892 lors d'une épidémie au village avec 105 de ses paroissiens, sa tombe est située à environ 6 mètres derrière le monument aux morts)
- L'abbé Gourgeon : Remplaça Besson en 1893,
- L'abbé Casimir Méjean : en 1920,
- L'abbé Therme,
- L'abbé Étienne Bethe : du 20 septembre 1927 au 19 avril 1949 (décédé le 19 avril 1949 à 72 ans, sa tombe est située à environ 5 mètres derrière le monument aux morts),
- L'abbé Lafond : de 1949 à 1955 (Sa tombe est située à environ 4 mètres derrière le monument aux morts),
- L'abbé Eugène Ceyte : de l'année 1955 à l'été 1994. (inhumé à Sainte Eulalie).

### 1994 - 2003
Une équipe presbytérale dont les membres sont « curés in solidum » (responsables solidairement) a la charge de l’ «Ensemble Inter Paroissial de Coucouron ». Le curé "modérateur" réside au presbytère de Coucouron. Ainsi l’Annuaire du diocèse de Viviers donne le nom du père Jean Barbe en 1996. On peut citer : le père Charre dans les années 1996 à 2000 (environ).

### Depuis 2003
Avec la création de la paroisse Notre-Dame de la Montagne, une Équipe d’Animation Pastorale (E.A.P.) composée de laïcs en mission et de prêtres nommés « curés in solidum » à la charge de la paroisse nouvelle. Le curé de la paroisse réside en principe à Coucouron. Quelques noms  :
- Le père Christian Goudard, curé de septembre 2006 à juillet 2013,
- Le père Olivier Giraud : d'août 2013 à août 2018,
- Le père Michel Martin : à partir de septembre 2019 jusqu'en 2021.

#### Remarque
Entre septembre 2018 et septembre 2019, il n'y avait plus de "curé" résidant sur le plateau Ardéchois. Le prêtre "responsable" de la paroisse résidait à Aubenas.
Le père Maurice Marcon était quant à lui prêtre « auxiliaire ».

## Détails remarquables
Faisant partie de la maçonnerie, deux sculptures d'oiseaux sont visibles, une à l'intérieur du chœur, une autre dans la nef de l'église. Ceux qui parlent le "patois local" (un dialecte de l'occitan) sauront si ce sont des grailles ou des grails. Deux visages humains sont sculptés à la base des montants d'une des chapelles latérales.

## Le cimetière de l'église
Jusqu'en 1900, le cimetière de la commune bordait l'église sur les côtés sud et est. Il fallait le traverser pour accéder à celle-ci. L'utilisation de ce cimetière fut interdite en 1888. C'est le curé Vidil de Chabanne qui fit changer l'emplacement du cimetière entre 1849 et 1878.
Au début du XXe siècle on transféra une partie des ossements vers le nouveau cimetière situé au nord du village et dont le portail est daté de 1913. À cette époque, M. Hilaire était maire et l'architecte du cimetière était M. Bonhomme. M. Malartre, entrepreneur de maçonnerie du village effectua la construction du mur de clôture et du portail.
À la fin des années 1970, ce cimetière fut agrandi vers le nord. Roger Veysseyre était maire et le mur supplémentaire fut construit par Redon de Boissandrous.
Le cimetière autour de l'église était de petite dimension mais a servi durant 900 ans. Le cimetière actuel dans sa configuration de 1913 fut saturé dès les années 1970, justifiant ainsi son agrandissement. Cela témoigne de l'accroissement très important de la population au cours des XIXe et XXe siècles par rapport aux siècles antérieurs.
Depuis les années 1950, une partie des tombes des anciens chapellous restent protégées par le goudron de la place de l'Église. En août 2011 la partie du cimetière située côté droit entre l'église et la cure a été décaissée sans précaution particulière  afin de réaliser un débouché au nouveau garage de l'ancienne cure transformée en logements sociaux. (La terre et les nombreux ossements mis au jour ont été utilisés pour remblayer une esplanade servant maintenant de terrain de pétanque ou de parking. Cette esplanade comble depuis 2012 une zone humide située en bas du village le long du ruisseau le Nadales).Graculosa.